# Incomplete (bài hát của Backstreet Boys)
"Incomplete" là đĩa đơn từ album phòng thu thứ năm của Backstreet Boys, Never Gone. Tại Hoa Kỳ, đây là một trong những đĩa đơn thành công cuối cùng của họ trong thập niên 2000.

## Danh sách bài hát
UK CD single #1
1. "Incomplete" (Album Version) – 3:59
2. "Incomplete" (Instrumental) – 3:59

UK CD single #2
1. "Incomplete" (Album Version) – 3:59
2. "My Beautiful Woman" (Paul Wiltshire, Victoria Wu) – 3:36
3. "Movin' On" (Howie Dorough, Wade Robson, Nate Butler) – 3:30
4. "Incomplete" (Music Video) – 3:59

Japanese CD single
1. "Incomplete" (Album Version) – 3:59
2. "Incomplete" (Instrumental) – 3:59
3. "My Beautiful Woman" – 3:36
4. "My Beautiful Woman" (Instrumental) – 3:36

## Bảng xếp hạng
| Bảng xếp hạng (2005)                         | Vị trí cao nhất |
| -------------------------------------------- | --------------- |
| Australia ARIA Singles Chart                 | 1               |
| Austrian Singles Chart                       | 6               |
| Belgium (Flanders) Singles Chart             | 14              |
| Belgium (Walonia) Singles Chart              | 13              |
| Canadian Singles Chart                       | 1               |
| Danish Singles Chart                         | 3               |
| Dutch Singles Chart                          | 4               |
| European Hot 100 Singles                     | 6               |
| Finnish Singles Chart                        | 14              |
| French Singles Chart                         | 19              |
| German Singles Chart                         | 3               |
| Irish Singles Chart                          | 5               |
| Italian Singles Chart                        | 2               |
| New Zealand RIANZ Singles Chart              | 12              |
| Norwegian Singles Chart                      | 8               |
| Spanish Singles Chart                        | 2               |
| Swedish Singles Chart                        | 9               |
| Swiss Singles Chart                          | 3               |
| UK Singles Chart                             | 8               |
| U.S. Billboard Hot 100                       | 13              |
| U.S. Billboard Hot Adult Contemporary Tracks | 4               |
| U.S. Billboard Hot Adult Top 40 Tracks       | 21              |
| U.S. Top 40 Mainstream                       | 8               |